# Młyn w Woli Branickiej
Młyn w Woli Branickiej – młyn wodny nad Moszczenicą wybudowany przez 1914 r., obecnie na terenie wsi Wola Branicka-Kolonia (sołectwo Wola Branicka), w powiecie zgierskim, w województwie łódzkim.

## Historia miejsca
Młyny wodne w tej lokalizacji w północnej części wsi Wola Branicka istniały od niepamiętnych czasów. W XIX w. w odległości kilkudziesięciu metrów od obecnie istniejącego młyna stał młyn nazywany „Wygoda” poruszany dwoma kołami podsiębiernymi. Był to młyn typu gospodarczo-handlowego, produkował mąkę na potrzeby okolicznych mieszkańców oraz piekarń w Zgierzu i Łodzi. W latach 70. lub 80. XIX w. został częściowo zniszczony przez pożar, a następnie rozebrany.
Wkrótce potem wybudowano kolejny młyn: drewniany, parterowy z nadbudówką, z dachem dwuspadowym, krytym papą. W 1901 r. zainstalowano w nim szarpalnię szmat, która była zasilana tym samym kołem wodnym, co młyn zbożowy. Budynek został zniszczony przez powódź przed I wojną światową.

## Obecny młyn
W miejscu po zniszczonym młynie przez I wojną światową wybudowano obecnie istniejący młyn: budynek murowany z cegły, jednopiętrowy, z dachem dwuspadowym, krytym papą oraz przylegającą turbinownią. Budynek ulegał kilkakrotnym przebudowom, m.in. dobudowano część przeznaczoną na szarpalnię szmat, której produkcja znacznie się rozwinęła i pomieszczenia młyna przestały być wystarczające. Młyn i szarpalnia były poruszane turbiną wodną oraz zainstalowanym w okresie międzywojennym silnikiem na koks-gaz ssany. W okresie II wojny światowej młyn był czynny. W okresie powojennym został przejęty przez państwo jako własność poniemiecka. Szarpalnię szmat wówczas zlikwidowano, przeznaczając cały budynek na potrzeby młyna zbożowego. W okresie PRL działał pod zarządem Gminnych Spółdzielni „Samopomoc Chłopska” w Zgierzu i w Białej (lata 80.) oraz Polskich Zakładów Zbożowych. Moc przemiałowa w tym okresie wynosiła ok. 7-8 t. zboża na dobę. W okresie III RP (od 1990 r.) był zarządzany przez prywatnego przedsiębiorcę. Produkował mąkę pszenną i żytnią oraz otręby, które zbywane były na potrzeby wytwórni pelet w Aleksandrowie Łódzkim. Około 2011 r. popadł w trudności finansowe. W 2025 r. jest nieczynny i niezagospodarowany.   

## Galeria

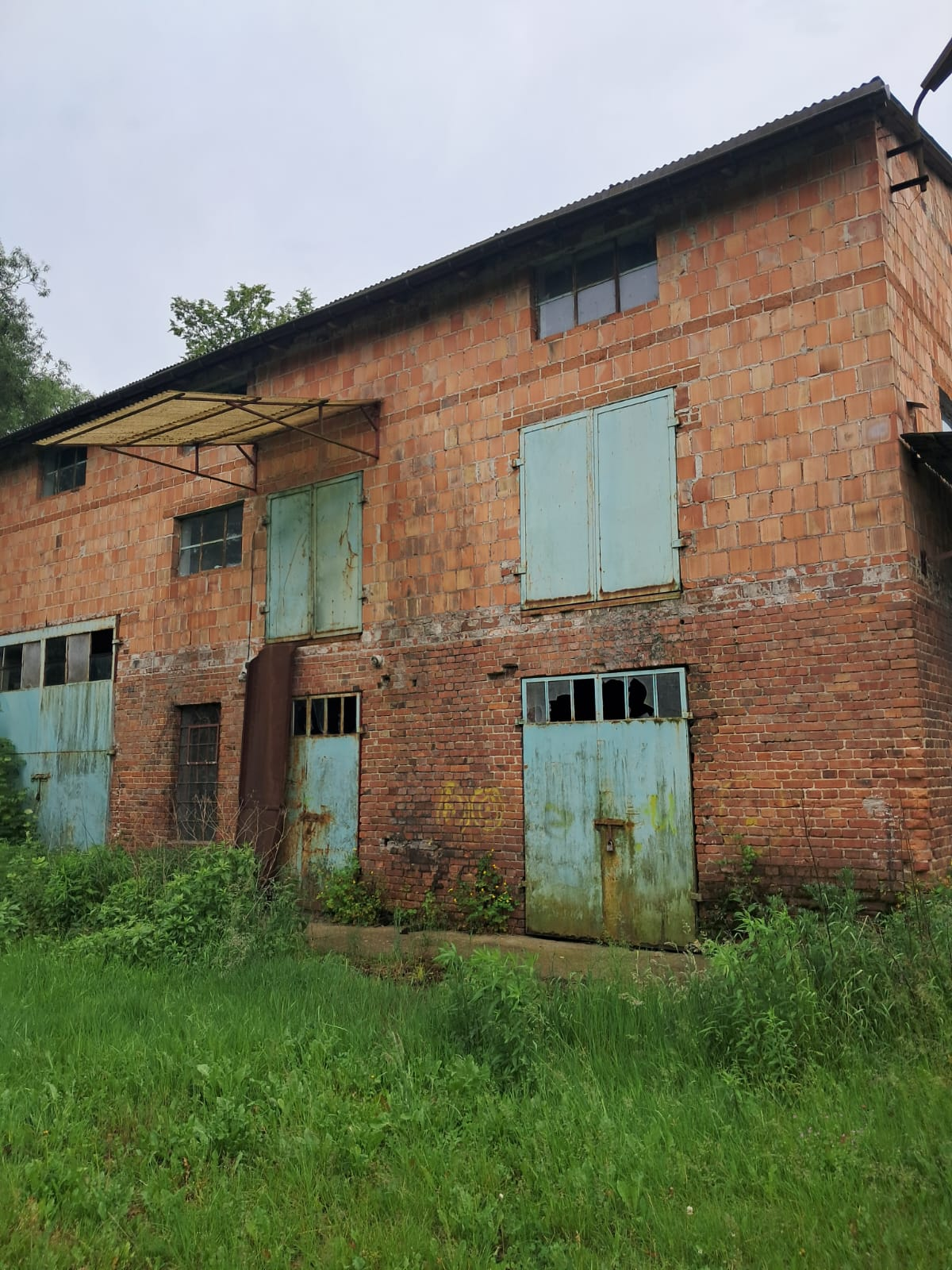
Młyn od strony północnej
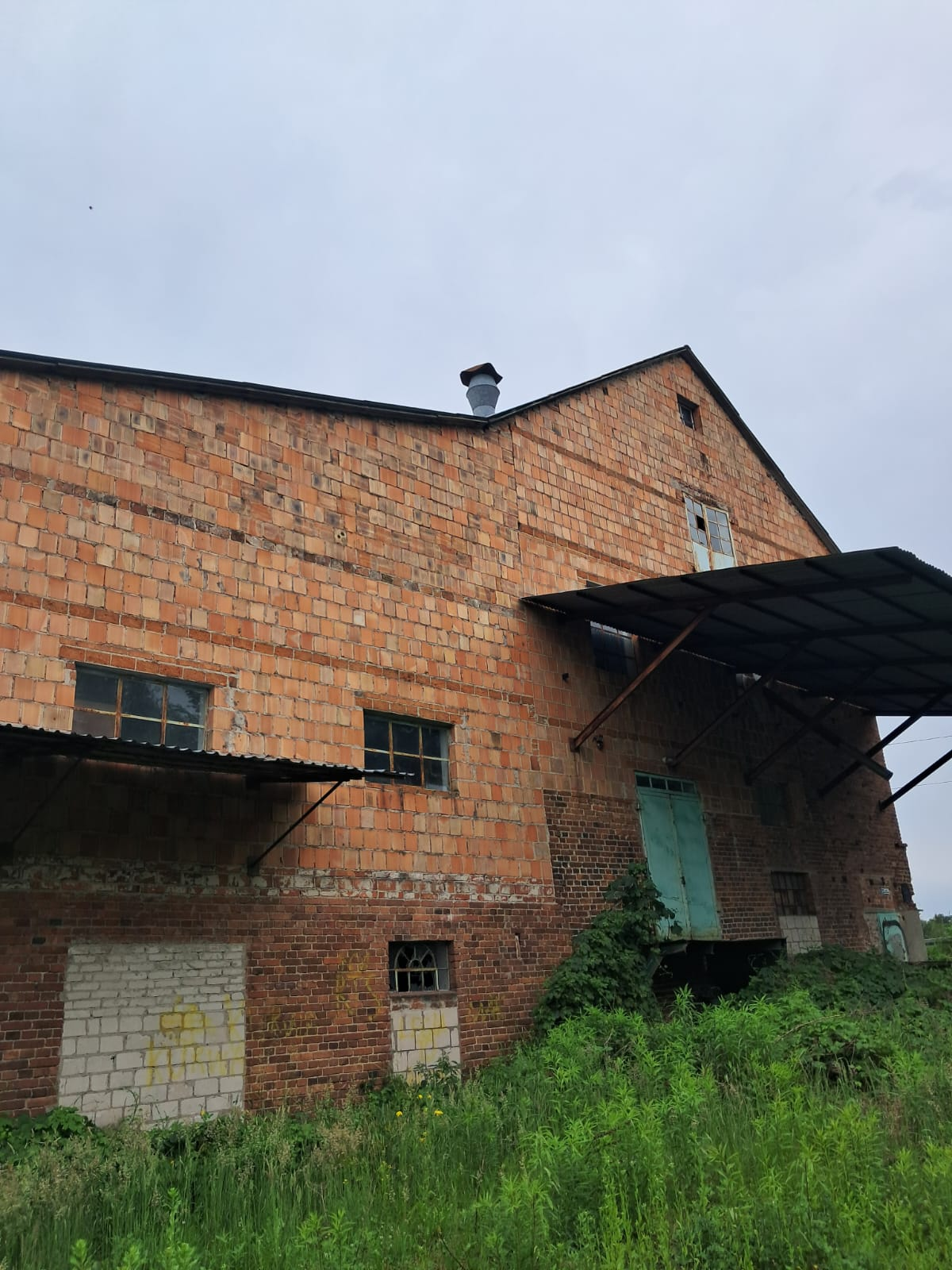
Młyn od strony zachodniej - widoczne ubytki uzupełnione pustakami.
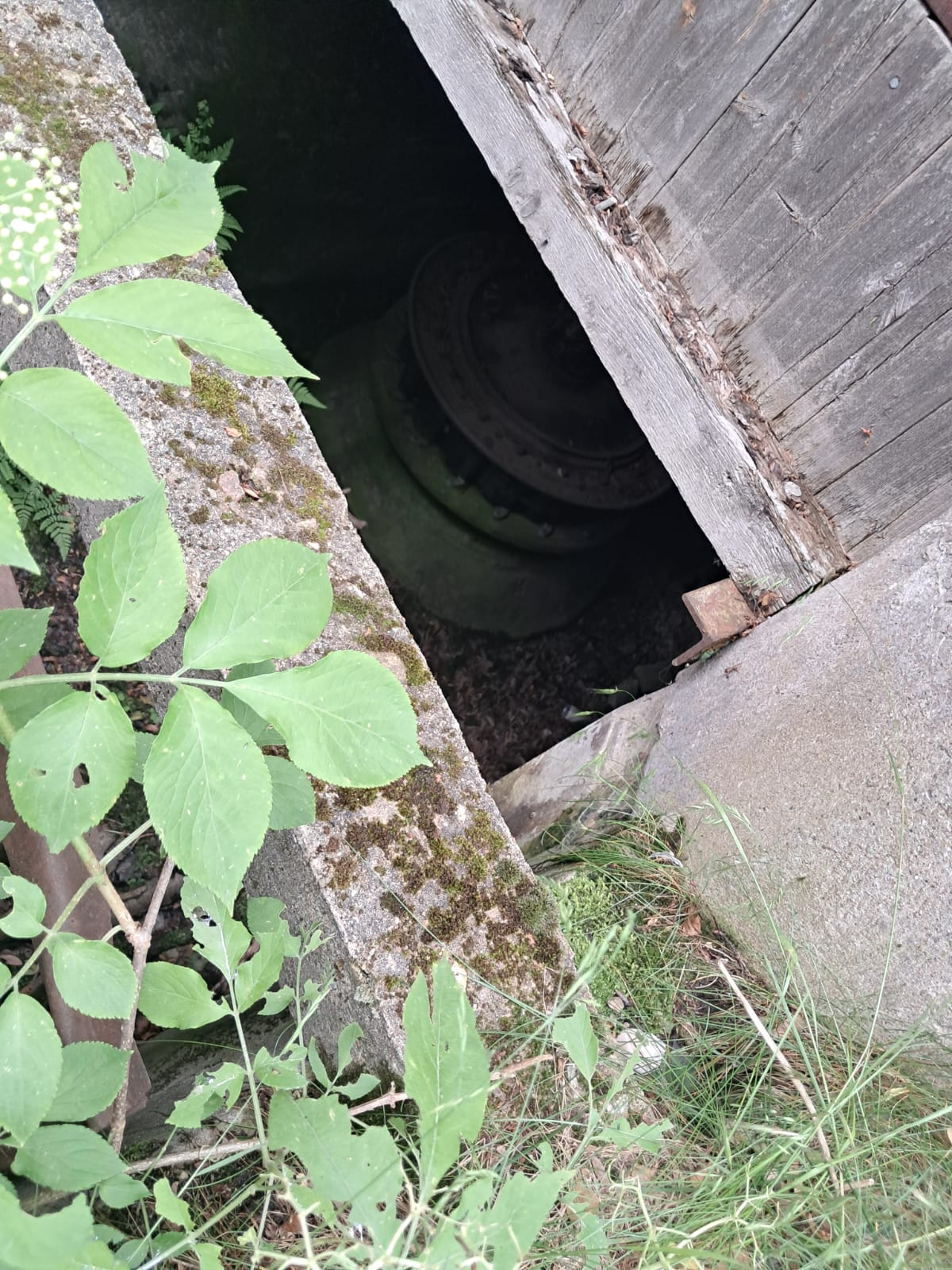
Wyposażenie turbinowni
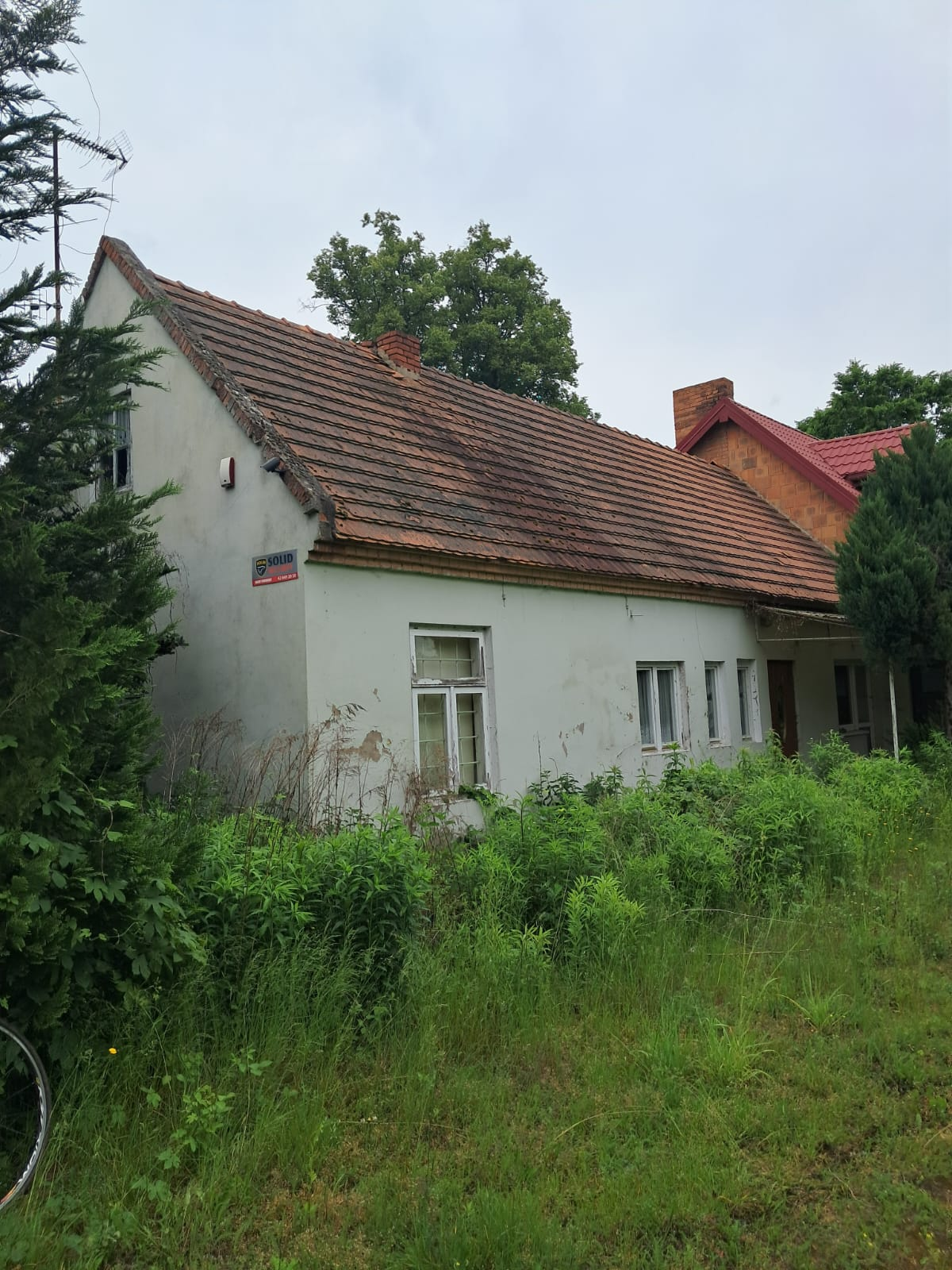
Dom młynarza